# Орао (филм из 1990)
„Орао” је југословенски трилер филм из 1990. године. Режирао га је Зоран Тадић а сценарио је написао Павао Павличић.

## Радња
Радован Орлак звани Орао пао је с високоспратнице управо на дан кад су га четворица најбољих пријатеља чекали да заједно прославе његов рођендан. Њихово пријатељство траје још од детињства, но заокупљеност властитим животним проблемима свела је заједничка дружења у средњим годинама тек на повремене сусрете. Суочени с чињеницом да су о погинулом пријатељу заправо знали врло мало, четворица пријатеља више се виђају у жељи да расветле околности које су довеле до Орлова стварног или наводног самоубиства.

## Улоге
| Глумац            | Улога     |
| ----------------- | --------- |
| Влатко Дулић      | Владо     |
| Ивица Видовић     | Крешо     |
| Зденко Јелчић     | Милан     |
| Божидар Орешковић | Дражен    |
| Фабијан Шоваговић | Кристофић |
| Гордана Гаџић     | Златка    |
| Ксенија Пајић     | Бранка    |
| Ива Марјановић    | Јасна     |
| Љиљана Богојевић  | Здравка   |
| Рената Ћурковић   | Марјана   |
| Отокар Левај      | Тајник    |
| Смиљка Бенцет     | Чистачица |
| Борис Фестини     | Виолинист |

Остале улоге  ▼
| Глумац             | Улога                                 |
| ------------------ | ------------------------------------- |
| Марија Алексић     | Суседа                                |
| Младен Црнобрња    | Младић                                |
| Фрањо Јурчец       | Аутомеханичар (као Џими Јурчец)       |
| Марица Видушић     | Мирна                                 |
| Олга Пивац         | Пипничарка                            |
| Радослав Спицмилер | Шанкер                                |
| Добрила Бисер      | Конобарица (као Добрила Димитријевић) |
| Јадранка Матковић  | Секретарица                           |
| Сабина Саламон     | Колегиница                            |
| Домагој Вукушић    | Лихвар                                |

## Награде
Пула 90' - Златна арена за тон Рубен Албахарију.